# King Uncle
King Uncle è un film del 1993 diretto da Rakesh Roshan.

## Colonna sonora
1. Sudesh Bhosle, Alka Yagnik – Akkad Bakkad Bombay Bo
2. Kumar Sanu – Dil Mane Jise Wohi Apna
3. Vinod Rathod, Asha Bhosle – Dil Mane Jise Wohi Apna
4. Sadhana Sargam – Hum Rahe Na Rahe Yahan Par
5. Nitin Mukesh, Lata Mangeshkar – Is Jahan Ki Nahi Hain
6. Vinod Rathod, Nitin Mukesh, Alka Yagnik – Khush Rahne Ko Zaroori
7. Sudesh Bhosle, Alka Yagnik – Parody
8. Sadhana Sargam – Tare Aasman Ke Dharti Pe